# Dammtjärnen (Torrskogs socken, Dalsland, 656850-127865)
Dammtjärnen är en sjö i Bengtsfors kommun i Dalsland och ingår i Göta älvs huvudavrinningsområde.